# Circus (álbum de Britney Spears)
Circus é o sexto álbum de estúdio da cantora e compositora estadunidense Britney Spears, lançado em 2 de dezembro de 2008 através da Jive Records. Fazendo a transição dos temas "mais sombrios e urbanos" de seu quinto álbum de estúdio Blackout (2007), Spears queria tornar seu próximo projeto "um pouco mais leve". Ela gravou grande parte do álbum entre março e setembro de 2008, após ser depois de ser involuntariamente colocada sob tutela no início daquele ano, após suas lutas pessoais amplamente divulgadas em 2007. Como produtores executivos, Larry Rudolph e Teresa LaBarbera Whites recrutaram colaboradores de longa data de Spears, como Max Martin, Bloodshy & Avant, Guy Sigsworth e Danja, bem como novos, incluindo Dr. Luke, Benny Blanco e Claude Kelly. Seus esforços resultaram em um álbum primariamente pop e dance, cujos temas líricos abordavam fama, infidelidade e paixão.
Considerado o disco de retorno de Spears, Circus recebeu avaliações geralmente favoráveis dos críticos musicais após seu lançamento; a produção foi elogiada, mas o conteúdo lírico e a performance vocal de Spears foram recebidos com ambivalência. Um sucesso comercial global, o álbum estreou no topo da Billboard 200, vendendo 505.000 cópias em sua primeira semana. Desde então, recebeu o certificado de platina tripla pela Recording Industry Association of America (RIAA). Em setembro de 2024, o álbum havia vendido mais de 9 milhões de cópias mundialmente. No Grammy Awards de 2010, o single "Womanizer" foi indicado ao prêmio de Melhor Gravação de Dance.
Circus produziu quatro singles. "Womanizer" estreou na 96ª posição da Billboard Hot 100 e ascendeu ao topo da tabela em sua segunda semana, registrando, na época, o maior salto da história da tabela. Tornou-se o single mais vendido de Spears no país desde sua estreia "...Baby One More Time" (1998). "Circus" alcançou a terceira posição da Billboard Hot 100; consequentemente, Circus tornou-se o primeiro álbum de Spears, desde seu álbum de estreia, ...Baby One More Time (1999), a ter dois singles que alcançaram o top dez da tabela. Os singles posteriores, "If U Seek Amy" e "Radar", atingiram os números 19 e 88 da Billboard Hot 100, respectivamente. Para promover o álbum, Spears embarcou na sua turnê mundial The Circus Starring Britney Spears (2009).

## Antecedentes e gravação

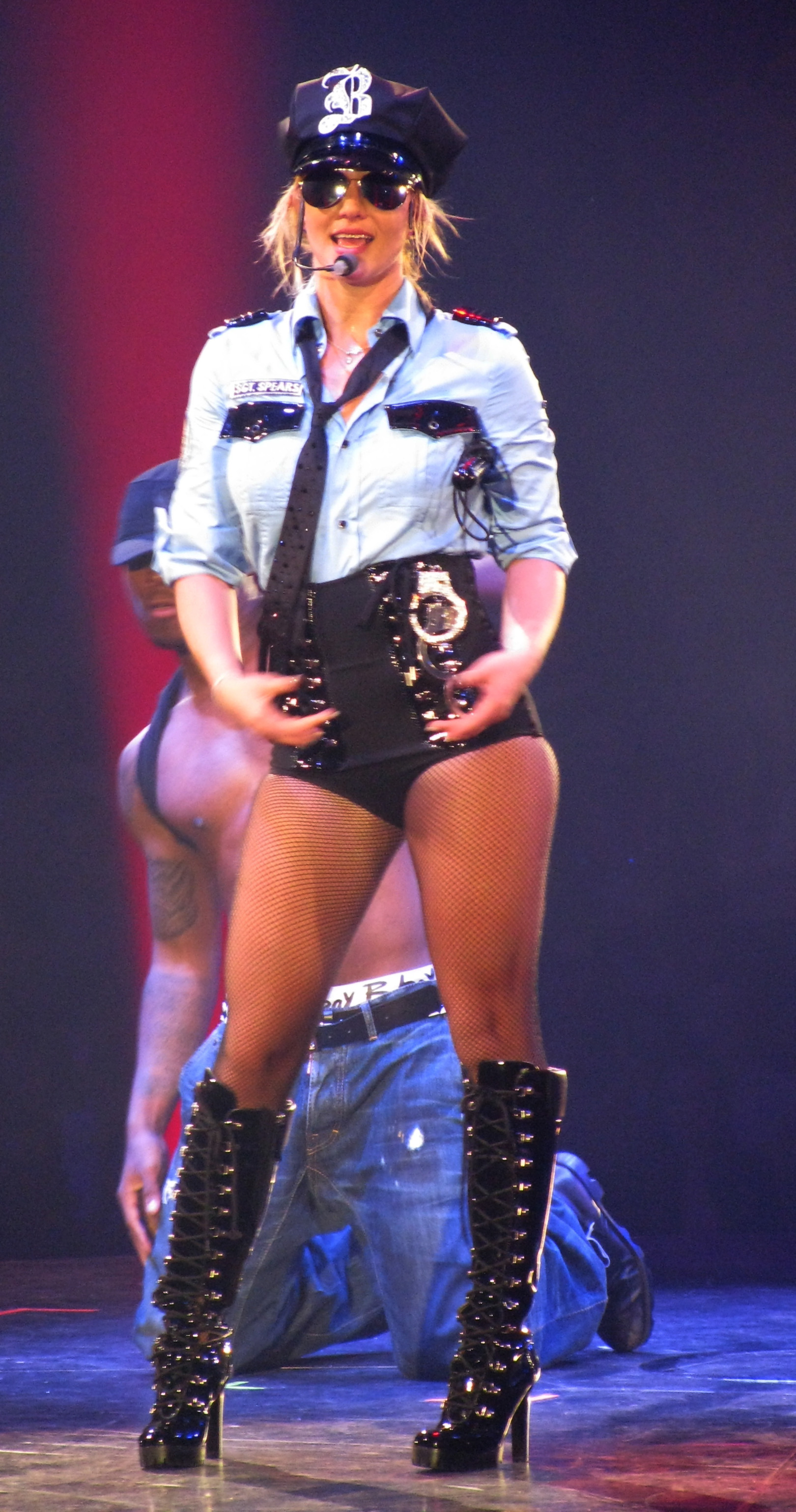
Spears vestindo um uniforme policial, executando "Womanizer" na The Circus Starring Britney Spears.

Foi confirmado no verão de 2008 que Spears estava no processo de gravação de seu sexto álbum de estúdio. O produtor Sean Garrett foi confirmado como um dos produtores, dizendo: "Estou feliz em vê-la de volta e se recuperando. Ela está realmente tomando forma e ficando no controle da situação de novo. Estou muito orgulhoso e feliz de vê-la", após o colapso muito divulgado. Larry Rudolph  gerenciador de Spears confirmou o desenvolvimento do álbum que terá lugar no Verão de 2008 dizendo que apesar de não haver confirmação oficial do álbum, na época que eles estavam felizes com seu progresso e que ela tinha vindo a trabalhar com uma gama de produtores. Spears disse a repórteres no OK! que era o seu maior tempo gasto na gravação de um álbum e ela afirmou que era seu melhor trabalho. "Eu acho que é mais urbano [...] Estou escrevendo todos os dias, aqui no piano nesta sala". O produtor do disco, Claude Kelly falou sobre o desenvolvimento e a falta de conceito dizendo: "Quando eu fui com Lucas sabíamos que íamos talvez escrever algo para ela, mas não havia o conceito, era apenas saber o seu estilo e saber o que ela faz. O título do álbum foi lançado juntamente com o álbum dos Take That, The Circus, justamente com a mesma data de lançamento e título. Spears falou sobre o nome do álbum, dizendo:

"Eu gosto do fato de que você está sempre na borda de seu assento quando você está em um circo. Você nunca está entediado [...] Você só está realmente envolvido em o que está acontecendo ao seu redor. E você quer saber o que vai acontecer a seguir".

"Uma vez que Luke e eu estávamos no estúdio, ele tocou para mim a música que ele estava trabalhando para ela, era uma canção baseada no que sua vida era na época e como as pessoas viram-na. Foi uma forma legal de fazer as pessoas dançarem e se divertirem, mas também ter uma mensagem leve por baixo de tudo."

Produtor Claude Kelly fala sobre o desenvolvimento do conteúdo e o conceito do álbum.

Logotipo do álbum Circus

Spears falou sobre as gravações iniciais afirmando que ela escolheu para escrever um monte de material para o álbum e ela também confirmou que ela estava desenvolvendo um álbum mais pop, influenciado com os produtores, ela havia trabalhado com nos estágios iniciais de sua carreira. A confirmação de que Spears estaria gravando o álbum no verão de 2008 também veio com a confirmação dos produtores, tais como Sean Garrett, Guy Sigsworth, Danja e Bloodshy & Avant. Max Martin, que produziu o primeiro hit de Britney "...Baby One More Time", produziu "If U Seek Amy" para o álbum. Guy Sigsworth, que já produziu os singles Everytime e "Someday (I Will Understand)", passou um tempo no estúdio com Spears em junho de 2008. Foi então confirmado que Jim Beanz seria o produtor vocal e co-roteirista do álbum chamando-a de "uma verdadeira profissional" e chamando-a de "incrível". Outro colaborador notável é a Outsyders, uma equipe de produção com sede em Atlanta, que produziu o primeiro single do álbum. Fernando Garibay revelou em seu site oficial que ele estava trabalhando em duas músicas de Spears, "Amnesia" e "Quicksand", que ambos se tornaram faixas bônus. Danja informou que ele trabalhou nas trilhas em Chalice Recording Studios, em Los Angeles, Spears e gravamos em Glenwood Coloque Studios, em Burbank. Ele disse que foi inspirado por dezenas Hans Zimmer, como a trilha sonora do  Piratas do Caribe. Lil Jon, Rodney Jerkins, Sean Garrett, e Taio Cruz, entre outros, todos anunciaram que estavam trabalhando com Spears, mas nenhuma de suas faixas aparecem no álbum ou como faixas bônus.

## Composição

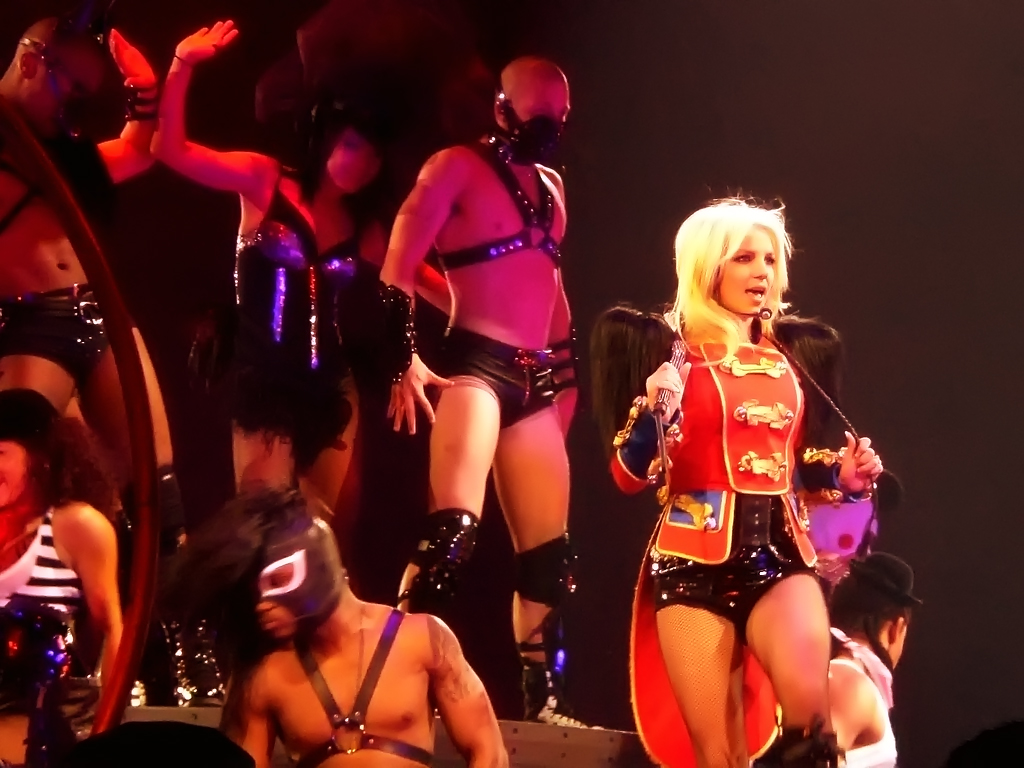
Spears peformando "Circus" no The Circus Starring Britney Spears na turnê de suporte.

Circus tem influência de uma variedade de gêneros pop, como electropop e dance e tem sido chamado de uma seqüência do álbum anterior de Spears, Blackout. Ela descreveu o álbum como mais leve que seu antecessor, que era um som mais urbano. As canções do álbum foram comparados com os estilos de muitos artistas, como Janet Jackson, Eurythmics, New Order e as composições de Prince, Leiber & Stoller e Phil Spector. Em menor grau, o álbum chama a elementos de outros gêneros, como uma guitarra de rock de 1960 do go-go em "Mmm Papi". Circus concentra-se em diferentes temas, e Spears "faz o dever em dobro como um diva de dança e baladas de coração partido". Liricamente, ele tem sido comparado ao Blackout, devido ao fato de que eles são "de fogo" e "de confronto". Em canções como "Circus" e "Kill the Lights", as letras discutem fama, um tema que ela já havia reconhecido em "Lucky" e "Piece of Me". A faixa de abertura do álbum, "Womanizer", bem como "Shattered Glass" são canções que falam sobre um homem mulherengo. A terceira faixa, "Out from Under", narra o fim de seu relacionamento com Kevin Federline.
"Womanizer" a primeira faixa foi escolhida como single e foi descrito por Spears como um hino da menina e fala liricamente de um homem mulherengo. A canção apresenta sirenes e sintetizadores com um refrão repetitivo. A segunda música, "Circus", fala sobre os sentimentos de Britney como um artista e as emoções que ela sente ao executar com a letra "Todos os olhares em mim no centro do picadeiro exatamente como um circo / Quando eu bater aquele chicote, todo mundo vai delirar exatamente como um circo". Tem sido descrito como apresentando "produção de dança e batuda eletrônica" e ganhou comparações com anteriores único single de Spears "Break the Ice". A terceira faixa, "Out from Under" reuniu faixa comparações a faixa de Spears "I'm Not a Girl, Not Yet a Woman" com suportes do violão.

## Recepção

### Crítica
A crítica recebeu bem o sexto álbum da Britney. O site PopJustice publicou uma review do promo do álbum "Circus": "É o Blackout 2.0, isso são boas notícias já que Blackout foi um grande álbum, mas parece incluir muito mais exibicionismo. Nós provavelmente daremos uma nota 7/10, mas é difícil predizer um álbum da Britney". A Rolling Stone declarou: "O aventureiro pop e cluber de seu sexto álbum teria sido uma ótima continuação do In the Zone de 2003. Os produtores de Toxic, Bloodshy & Avant, fazem parte do projeto novamente com a melódica e brilhante 'Unusual You'. A produção de Max Martin em 'If U Seek Amy' é atrevida e divertida e a faixa ofensiva à paparazzi 'Kill the Lights' retoma a sintonia do Blackout. Este será o álbum que marcará o seu status de lendária". Veredito: 3 estrelas e meia de 5 (o mesmo ganho pelo "Blackout" e superior ao "Britney" de 2001). O Site Metacritic.com, que reúne resenhas críticas de muitas fontes, atribuiu a "Circus" um "escore global de 66 (sendo o máximo possível 100)". O New York Times disse que "Suas novas canções são dance-pop esperto e refrescante". A Billboard também fez um review de "Circus": "Da abertura com Womanizer para a canção de arrependimento 'Blur', Circus dá ao pop um significado totalmente novo, conforme a cantora faz um trabalho duplo como uma diva do dance e uma melancólica de coração partido. Essa não é uma mistura fácil, mas quando Spears deixa de lado o trauma de tablóides e se junta com os produtores certos - nesse álbum são Guy Sigsworth, Danja, Dr. Luke e Max Martin - ela está em seu território. Se os censores ouvirem cuidadosamente o jogo de palavras marcante no refrão de 'If U Seek Amy', poderia ir além dos clubes para a rádio".

### Comercial
O sexto álbum da Britney, "Circus", chegou ao topo da lista dos CDs mais baixados legalmente via internet pelo portal iTunes, da Apple Inc.. "Circus" em sua versão deluxe, que inclui bonus tracks como "Rock Me In" e "Phonography" além de um DVD com o making off do álbum e o clipe de "Womanizer", ultrapassou o bem sucedido CD 808s & Heartbreak de Kanye West e se estabeleceu em #1. A versão normal de 13 faixas também está no ranking em #13.
Britney possui a maior venda de 2008 no primeiro dia, batendo Taylor Swift com mais de 219 mil cópias e conseguiu a segunda melhor vendagem feminina de 2008 em sua semana de estréia, ficando atrás somente de Taylor Swift, que debutou semanas atrás com quase 600 mil cópias. "Circus" vendeu mais de 505 mil cópias nos Estados Unidos na semana de estréia, fazendo Spears a única artista na história do Nielsen SoundScan (que monitora as vendas de música nos últimos 17 anos) à ter cinco álbuns debutando com quinhentos mil ou mais. Dentre as artistas femininas, apenas quatro conseguiram mais álbuns #1: Barbra Streisand (oito), Madonna (sete), Mariah Carey e Janet Jackson (ambas com seis).
"Circus" já é disco de ouro no México. Uma fonte da SonyBMG confirmou que Spears vendeu no país cerca de 40 mil unidades de sua sexta produção de estúdio em uma semana, superando Christina Aguilera e Pink, e ficando atrás somente de Beyoncé. Spears também se encontra na primeira posição em downloads digitais de álbuns no iTunes dos Estados Unidos, Canadá, Irlanda, Austrália e França. "Circus" é ainda disco duplo de ouro no Reino Unido. Em sua semana de estréia, o álbum "Circus" estreou diretamente em #1 na lista que contabiliza os 30 CDs mais vendidos em todo o Brasil, repetindo assim o feito do "Blackout" no Top 30 CDs Sales.
Em menos de um mês de vida, o sexto álbum de estúdio de Britney, "Circus" atingiu a marca de 40 mil cópias vendidas no Brasil, onde significa o disco de ouro (30 mil cópias). O álbum ficou em #1 por duas semanas consecutivas no Brasil. Na Austrália o álbum acaba de atingir o disco de platina, vendendo mais de 80 mil cópias.
No United World Chart (chart que mede as vendas no mundo inteiro), o sexto álbum de estúdio da princesa do pop estreou em #2 com exatas 814 mil cópias vendidas. Essa é a maior vendagem de uma artista feminina ao redor do mundo em sua primeira semana de 2008. O álbum foi #1 nos Estados Unidos, no Brasil, Canadá, Japão, México e Suíça, segundo a Jive Records. E figurou entre os Top 10 em sete outros países, incluindo a Grã-Bretanha, onde estreou em #4. Na segunda semana, permaneceu em #2. Porém, passou suas terceira, quarta, quinta e sexta semana no chart como álbum número #1 do mundo.
Após 3 semanas, Britney chegou ao topo da lista dos CDs mais vendidos em todo o mundo com "Circus". Foram duas semanas em #2 e agora, a princesa do pop enfim chega ao topo. "Circus" vendeu 412 mil cópias ao redor do mundo esta semana, e já totaliza mais de 1,6 milhão vendidos desde seu lançamento. Em sua quarta semana nas prateleiras americanas, o sexto álbum da Britney, "Circus" sobe uma posição na Billboard 200 indo ao #3 e tendo um acrescimo de 4% em suas vendas, totalizando 203 mil cópias vendidas. Além de voltar ao top 3 na semana natalina, o álbum ganha seu disco de platina chegando a marca de mais de 1 milhão de cópias vendidas, exatamente 1.104.343 cópias com apenas quatro semanas de vendas.
Na atualização do Mediatraffic da setima semana, "Circus" se manteve pela segunda semana consecutiva em #1. O álbum vendeu 413.000 mil cópias esta semana, mil à mais que a anterior. Em apenas quatro semanas, "Circus" já vendeu mais de 2,1 milhões de cópias em todo o mundo. Na atualização do Mediatraffic da semana seguinte, "Circus" se manteve pela terceira semana consecutiva em #1. O álbum vendeu 163 mil cópias esta semana e já totaliza mais de 2,2 milhões de cópias vendidas no mundo, na mesma semana o álbum foi cetificado como disco de platina no Brasil, pela venda de 60 mil cópias, mas "Circus" já tinha vendido 86 mil cópias. Em sua vigésima semana, (após 5 meses) de lançamento "Circus" vendeu um total de 2 milhões de cópias permanecendo em #1 pela quinta semana no Mediatraffic, parada que contabiliza os álbuns mais vendidos no mundo. Tendo vendido 8,5 milhões de cópias no mundo.

## Singles
1. "Womanizer" (Em português: Mulherengo) foi o primeiro single que estreou oficialmente em 26 de Agosto de 2008, segundo Spears essa faixa era ideal para a transição de Blackout e Circus. Foi o maior sucesso do álbum vendendo 4 milhões de CDs Singles no mundo além de 2 milhões de downloads, e foi a primeira canção de Spears a chegar ao #1 lugar da Billboard Hot 100, desde 1998 com " ...Baby One More Time". Em setembro de 2009 o single rendeu duas indicações ao VMA, onde ganhou na categoria melhor video pop, pórem Spears não compareceu ao evento. A canção também rendeu-lhe uma indicação ao Grammy 2010, como melhor gravação dance, mas perdeu para "Poker Face" de Lady Gaga.
2. "Circus"(Em português: Circo) a faixa-título do disco, foi lançada como segundo single em 2 de dezembro de 2008 que também foi o dia do lançamento do álbum, e do aniversário de 27 anos de Spears. Quando foi apresentada por Spears no programa "Good Morning America". O single também recebeu cinco indicações ao MTV Video Music Awards 2009, porém eram indicações não-abertas ao voto popular, por isso Spears acabou não ganhando nenhuma.A canção vendeu mais de 5.5 milhões de cópias.
3. "If U Seek Amy" (Em português: Se Você Encontrar Amy) causou controvérsia por causa da sonoridade de seu título que lembra as palavras "fuck me" soletradas. A canção chamou a atenção da mídia, mas não foi muito bem em charts vendendo 1 milhão de cópias nos EUA.
4. "Radar" (Em português propriamente dito: Radar) foi originalmente inclusa no álbum anterior, "Blackout" e entrou como faixa bônus de "Circus" onde se tornou o 4º single do álbum.
5. "Unusual You" (Em português: Você Incomum) apenas lançado na Austrália e Nova Zelândia, como single promocional, ou seja, apenas para rádios, sem videoclipe. Tem o lado "B" de "Shattered Glass".

## Outras Canções
| Ano  | Single            | Melhores posições | Melhores posições | Melhores posições | Melhores posições | Melhores posições | Álbum  |
| Ano  | Single            | EUA               | CAN               | RU                | SUE               | AUS               | Álbum  |
| ---- | ----------------- | ----------------- | ----------------- | ----------------- | ----------------- | ----------------- | ------ |
| 2008 | "Kill the Lights" | 111               | —                 | —                 | —                 | 66                | Circus |
| 2008 | "Shattered Glass" | 70                | 75                | 192               | —                 | —                 | Circus |
| 2008 | "Out from Under"  | 119               | 43                | 89                | 32                | 62                | Circus |

## Lista de faixas
| Circus – Edição padrão |                       | |                                 |         |  |
| N.º                    | Título                | Compositor(es)                                                                                      | Produtor(es)                    | Duração |  |
| 1.                     | "Womanizer"           | Nikesha Briscoe Rafael Akinyemi                                                                     | K. Briscoe/The Outsyders        | 3:43    |  |
| 2.                     | "Circus"              | Lukasz Gottwald Claude Kelly Benjamin Levin                                                         | Dr. Luke Benny Blanco           | 3:12    |  |
| 3.                     | "Out from Under"      | Shelly Peiken Arnthor Birgisson Wayne Hector                                                        | Guy Sigsworth                   | 3:54    |  |
| 4.                     | "Kill the Lights"     | Nathaniel Hills James Washington Luke Boyd Marcella Araica                                          | Danja Jim Beanz [a]             | 3:59    |  |
| 5.                     | "Shattered Glass"     | Gottwald Kelly Levin                                                                                | Dr. Luke Blanco Kelly [a]       | 2:53    |  |
| 6.                     | "If U Seek Amy"       | Max Martin Shellback Savan Kotecha Alexander Kronlund                                               | Martin                          | 3:37    |  |
| 7.                     | "Unusual You"         | Christian Karlsson Pontus Winnberg Henrik Jonback Kasia Livingston                                  | Bloodshy & Avant                | 4:23    |  |
| 8.                     | "Blur"                | Hills Stacy Barthe Araica                                                                           | Danja                           | 3:09    |  |
| 9.                     | "Mmm Papi"            | Britney Spears Henry Walter Adrien Gough Peter-John Kerr Nicole Morier                              | Let's Go to War Morier [a]      | 3:22    |  |
| 10.                    | "Mannequin"           | Spears Harvey Mason, Jr. Rob Knox James Fauntleroy II                                               | Mason, Jr. Knox                 | 4:06    |  |
| 11.                    | "Lace & Leather"      | Gottwald Levin Frankie Storm Ronnie Jackson                                                         | Dr. Luke Blanco [b]             | 2:48    |  |
| 12.                    | "My Baby"             | Spears Sigsworth                                                                                    | Sigsworth                       | 3:20    |  |
| 13.                    | "Radar" (faixa bônus) | Karlsson Winnberg Jonback Balewa Muhammad Candice Nelson Ezekiel "Zeke" Lewis Patrick "J.Que" Smith | Bloodshy & Avant The Clutch [b] | 3:49    |  |
| Duração total:         | Duração total:        | Duração total:                                                                                      | Duração total:                  | 46:15   |  |

| Circus – Edição britânica e japonesa (faixa bônus) |                |                             |                |         |  |
| N.º                                                | Título         | Compositor(es)              | Produtor(es)   | Duração |  |
| 14.                                                | "Amnesia"      | Fernando Garibay Livingston | Garibay        | 3:57    |  |
| Duração total:                                     | Duração total: | Duração total:              | Duração total: | 50:12   |  |

| Circus – Edição digital mexicana (faixa bônus) |                |                                                 |                |         |  |
| N.º                                            | Título         | Compositor(es)                                  | Produtor(es)   | Duração |  |
| 14.                                            | "Rock Boy"     | Hills Araica Tina Parol-Gemza Michael Shimshack | Danja          | 3:21    |  |
| Duração total:                                 | Duração total: | Duração total:                                  | Duração total: | 49:36   |  |

| Circus – Edição deluxe (faixas bônus) |                |                                                       |                             |         |  |
| N.º                                   | Título         | Compositor(es)                                        | Produtor(es)                | Duração |  |
| 14.                                   | "Rock Me In"   | Spears Greg Kurstin Morier [a]                        | Kurstin Morier              | 3:17    |  |
| 15.                                   | "Phonography"  | Karlsson Winnberg Jonback Muhammad Nelson Lewis Smith | Bloodshy & Avant The Clutch | 3:35    |  |
| Duração total:                        | Duração total: | Duração total:                                        | Duração total:              | 53:07   |  |

| Circus – Edição deluxe britânica e japonesa (faixa bônus) |                |                    |                |         |  |
| N.º                                                       | Título         | Compositor(es)     | Produtor(es)   | Duração |  |
| 16.                                                       | "Amnesia"      | Garibay Livingston | Garibay        | 3:57    |  |
| Duração total:                                            | Duração total: | Duração total:     | Duração total: | 57:00   |  |

| Circus – Edição deluxe da Amazon Music francesa (faixa bônus) |                |                                                       |                             |         |  |
| N.º                                                           | Título         | Compositor(es)                                        | Produtor(es)                | Duração |  |
| 16.                                                           | "Trouble"      | Karlsson Winnberg Jonback Muhammad Nelson Lewis Smith | Bloodshy & Avant The Clutch | 3:34    |  |
| Duração total:                                                | Duração total: | Duração total:                                        | Duração total:              | 56:41   |  |

| Circus – Edição deluxe da iTunes Store europeia (faixa bônus) |                |                            |                |         |  |
| N.º                                                           | Título         | Compositor(es)             | Produtor(es)   | Duração |  |
| 16.                                                           | "Quicksand"    | Stefani Germanotta Garibay | Garibay        | 4:05    |  |
| Duração total:                                                | Duração total: | Duração total:             | Duração total: | 57:12   |  |

| Circus – Edição deluxe (DVD bônus) |                                           |             |         |  |
| N.º                                | Título                                    | Diretor     | Duração |  |
| 1.                                 | "Making of the Album"                     |             | 9:34    |  |
| 2.                                 | "Womanizer" (Director's Cut) (videoclipe) | Joseph Kahn | 3:54    |  |
| 3.                                 | "Photo Gallery"                           |             |         |  |

| Circus – Edição deluxe japonesa (DVD bônus) |                             |                  |         |  |
| N.º                                         | Título                      | Diretor          | Duração |  |
| 4.                                          | "Circus" (videoclipe)       | Francis Lawrence | 3:35    |  |
| 5.                                          | "Circus" (Making the Video) |                  | 3:04    |  |

Notas
- "Out from Under" é um cover da canção de Joanna Pacitti gravada para a trilha sonora de Bratz: The Movie (2007).
- a  - denota um produtor vocal
- b  - denota um co-produtor

## Prêmios
| Prêmio                                                    | Categoria                                |
| --------------------------------------------------------- | ---------------------------------------- |
| 2008                                                      |                                          |
| Bambi Awards (Alemanha)                                   | Melhor artista pop internacional         |
| InMusic Awards (Canadá)                                   | Melhor clipe (Womanizer)                 |
| InMusic Awards (Canadá)                                   | Melhor artista zune                      |
| Billboard Readers' Poll                                   | Melhor álbum de 2008 (Circus)            |
| TV Azteca 44 Greatest Albums of 2008 (México)             | Melhor álbum de 2008                     |
| Univision The 50 Best Albums of the Year (América Latina) | Melhor álbum de 2008                     |
| IFPI Switzerland Top 100 Albums of 2008 (Suíça)           | Melhor álbum de 2008                     |
| Grammy Poll Down (Fuse TV, EUA)                           | Melhor vídeo de 2008 (Womanizer)         |
| Popjustice Readers' Poll                                  | Melhor single (Womanizer)                |
| Popjustice Readers' Poll                                  | Melhor retorno                           |
| 2009                                                      |                                          |
| NJR Music Awards (França)                                 | Melhor artista feminina internacional    |
| NJR Music Awards (França)                                 | Vídeo do ano (Womanizer)                 |
| Playboy                                                   | Clipe mais sexy de 2008 (Womanizer)      |
| MTV Australia Awards<                                     | Melhores movimentos em um vídeo (Circus) |
| Bravo A-list Awards                                       | Artista do ano                           |
| Bravo A-list Awards                                       | Álbum do ano                             |
| Bravo A-list Awards                                       | Música do ano (Circus)                   |
| MTV Video Music Awards                                    | Melhor vídeo pop (Womanizer)             |
| MTV Video Music Brasil                                    | Artista internacional do ano             |
| Grammy Poll Down (Fuse TV, EUA)                           | Melhor vídeo de 2009 (Circus)            |

## Desempenho
| Chart                             | Fornecedor   | Melhor posição | Certificação | Vendas     |
| --------------------------------- | ------------ | -------------- | ------------ | ---------- |
| Argentina Albums Chart            | CAPIF        | 2              | Ouro         | 60 000 +   |
| Australian ARIA Albums Chart      | ARIA         | 2              | 2× Platina   | 140 000+   |
| Top 20 Semanal                    | ABPD         | 1              | Platina      | 100 000    |
| Canadian Albums Chart             | Music Canada | 1              | 3× Platina   | 300 000+   |
| Belgium Albums Chart (Valõnia)    | IFPI         | 4              |              |            |
| Belgium Albums Chart (Flanders)   | IFPI         | 7              | Ouro         | 20 000 +   |
| Dutch Albums Chart                | IFPI         | 10             |              |            |
| European Top 100 Albums           | IFPI         | 1              |              |            |
| Swedish Albums Chart              | IFPI         | 24             |              |            |
| Swiss Albums Chart                | IFPI         | 1              | Platina      | 40 000 +   |
| German Albums Chart               | IFPI         | 9              | Ouro         | 100 000 +  |
| France Albums Chart               | SNEP         | 1              | 2× Platina   | 220 000 +  |
| Italian Albums Chart              | FIMI         | 9              |              |            |
| Japanese Daily Albums Chart       | Oricon       | 5              |              | 90 000 +   |
| Taiwan International Albums Chart | G-Music      | 1              |              | 20 000 +   |
| Mexican Albums Chart              | AMPROFON     | 1              | 2× Ouro      | 80 000+    |
| UK Albums Chart                   | BPI          | 4              | Platina      | 300 000+   |
| New Zealand Albums Chart          | RIANZ        | 6              | Platina      | 15 000+    |
| Polish Music Charts               | ZPAV         | 32             | Ouro         | 10 000+    |
| Russian Top 25                    |              | 1              |              |            |
| EUA Billboard 200                 | RIAA         | 1              | 3× Platina   | 3 000 000+ |

### Trajetória
| 01 | 2  | 814.000 | 814.000+   |
| 02 | 2  | 414.000 | 1.228.000+ |
| 03 | 1  | 412.000 | 1.640.000+ |
| 04 | 1  | 413.000 | 2.053.000+ |
| 05 | 1  | 163.000 | 2.216.000+ |
| 06 | 1  | 106.000 | 2.322.000+ |
| 07 | 2  | 90.000  | 2.412.000+ |
| 08 | 3  | 78.000  | 2.490.000+ |
| 09 | 6  | 70.000  | 2.560.000+ |
| 10 | 12 | 67.000  | 2.627.000+ |
| 11 | 18 | 67.000  | 2.694.000+ |
| 12 | 19 | 53.000  | 2.747.000+ |
| 13 | 25 | 46.000  | 2.793.000+ |
| 14 | 25 | 43.000  | 2.836.000+ |
| 15 | 27 | 41.000  | 2.877.000+ |
| 16 | 34 | 37.000  | 2.914.000+ |
| 17 | 39 | 25.000  | 2.939.000+ |

| Histórico - Billboard 200 | Histórico - Billboard 200 | Histórico - Billboard 200 | Histórico - Billboard 200 | Histórico - Billboard 200 | Histórico - Billboard 200 | Histórico - Billboard 200 | Histórico - Billboard 200 | Histórico - Billboard 200 | Histórico - Billboard 200 | Histórico - Billboard 200 | Histórico - Billboard 200 | Histórico - Billboard 200 | Histórico - Billboard 200 | Histórico - Billboard 200 | Histórico - Billboard 200 | Histórico - Billboard 200 | Histórico - Billboard 200 | Histórico - Billboard 200 | Histórico - Billboard 200 | Histórico - Billboard 200 | Histórico - Billboard 200 | Histórico - Billboard 200 | Histórico - Billboard 200 | Histórico - Billboard 200 |
| Semana                    | 01                        | 02                        | 03                        | 04                        | 05                        | 06                        | 07                        | 08                        | 09                        | 10                        | 11                        | 12                        | 13                        | 14                        | 15                        | 16                        | 17                        | 18                        | 19                        | 20                        | 21                        | 22                        | 23                        | 24                        |
| ------------------------- | ------------------------- | ------------------------- | ------------------------- | ------------------------- | ------------------------- | ------------------------- | ------------------------- | ------------------------- | ------------------------- | ------------------------- | ------------------------- | ------------------------- | ------------------------- | ------------------------- | ------------------------- | ------------------------- | ------------------------- | ------------------------- | ------------------------- | ------------------------- | ------------------------- | ------------------------- | ------------------------- | ------------------------- |
| Posição                   | 1                         | 2                         | 4                         | 3                         | 6                         | 6                         | 7                         | 7                         | 10                        | 11                        | 24                        | 25                        | 24                        | 18                        | 19                        | 22                        | 36                        | 43                        | 38                        | 36                        | 49                        | 54                        | 55                        | 58                        |

| Histórico - Top 20 Semanal | Histórico - Top 20 Semanal | Histórico - Top 20 Semanal | Histórico - Top 20 Semanal | Histórico - Top 20 Semanal | Histórico - Top 20 Semanal | Histórico - Top 20 Semanal | Histórico - Top 20 Semanal | Histórico - Top 20 Semanal | Histórico - Top 20 Semanal | Histórico - Top 20 Semanal | Histórico - Top 20 Semanal | Histórico - Top 20 Semanal | Histórico - Top 20 Semanal | Histórico - Top 20 Semanal | Histórico - Top 20 Semanal | Histórico - Top 20 Semanal | Histórico - Top 20 Semanal | Histórico - Top 20 Semanal | Histórico - Top 20 Semanal | Histórico - Top 20 Semanal | Histórico - Top 20 Semanal | Histórico - Top 20 Semanal | Histórico - Top 20 Semanal | Histórico - Top 20 Semanal | Histórico - Top 20 Semanal |
| Semana                     | 01                         | 02                         | 03                         | 04                         | 05                         | 06                         | 07                         | 08                         | 09                         | 10                         | 11                         | 12                         | 13                         | 14                         | 15                         | 16                         | 17                         | 18                         | 19                         | 20                         | 21                         | 22                         | 23                         | 24                         | 25                         |
| -------------------------- | -------------------------- | -------------------------- | -------------------------- | -------------------------- | -------------------------- | -------------------------- | -------------------------- | -------------------------- | -------------------------- | -------------------------- | -------------------------- | -------------------------- | -------------------------- | -------------------------- | -------------------------- | -------------------------- | -------------------------- | -------------------------- | -------------------------- | -------------------------- | -------------------------- | -------------------------- | -------------------------- | -------------------------- | -------------------------- |
| Posição                    | 1                          | 1                          | 2                          | 1                          | 1                          | 1                          | 2                          | 2                          | 2                          | 2                          | 2                          | 3                          | 5                          | 3                          | 6                          | 4                          | 4                          | 4                          | 6                          | 5                          | 5                          | 11                         | 7                          | 6                          | 6                          |

| Histórico - Canadian Albums Chart | Histórico - Canadian Albums Chart | Histórico - Canadian Albums Chart | Histórico - Canadian Albums Chart | Histórico - Canadian Albums Chart | Histórico - Canadian Albums Chart | Histórico - Canadian Albums Chart | Histórico - Canadian Albums Chart | Histórico - Canadian Albums Chart | Histórico - Canadian Albums Chart | Histórico - Canadian Albums Chart | Histórico - Canadian Albums Chart | Histórico - Canadian Albums Chart | Histórico - Canadian Albums Chart | Histórico - Canadian Albums Chart | Histórico - Canadian Albums Chart | Histórico - Canadian Albums Chart | Histórico - Canadian Albums Chart | Histórico - Canadian Albums Chart | Histórico - Canadian Albums Chart | Histórico - Canadian Albums Chart | Histórico - Canadian Albums Chart | Histórico - Canadian Albums Chart |
| Semana                            | 01                                | 02                                | 03                                | 04                                | 05                                | 06                                | 07                                | 08                                | 09                                | 10                                | 11                                | 12                                | 13                                | 14                                | 15                                | 16                                | 17                                | 18                                | 19                                | 20                                | 21                                | 22                                |
| --------------------------------- | --------------------------------- | --------------------------------- | --------------------------------- | --------------------------------- | --------------------------------- | --------------------------------- | --------------------------------- | --------------------------------- | --------------------------------- | --------------------------------- | --------------------------------- | --------------------------------- | --------------------------------- | --------------------------------- | --------------------------------- | --------------------------------- | --------------------------------- | --------------------------------- | --------------------------------- | --------------------------------- | --------------------------------- | --------------------------------- |
| Posição                           | 1                                 | 2                                 | 2                                 | 1                                 | 3                                 | 3                                 | 5                                 | 8                                 | 12                                | 15                                | 17                                | 20                                | 24                                | 14                                | 16                                | 11                                | 22                                | 25                                | 27                                | 32                                | 37                                | 59                                |

## Créditos
Listam-se abaixo todos os profissionais envolvidos na produção, elaboração e finalização do álbum, de acordo com o encarte:
Performance
| - Britney Spears - artista principal, vocais, compositor, vocais de apoio, piano - Cathy Dennis - vocais de apoio - Greg Kurstin - baixo, guitarra, teclados - Guy Sigsworth - cordas, teclado - Britney Spears - vocais de apoio - Leah Haywood - vocais de apoio - Andy Page - sintetizador, violão, piano, cordas, guitarra elétrica, baixo sintetizador - Chris B. Digno - guitarra - Nicole Morier - vocais de apoio - Kesha Sebert - vocais de apoio - Henrik Jonback - baixo, guitarra | - Windy Wagner - vocais de fundo - Lukasz "Dr. Luke" Gottwald - guitarra, bateria, teclados - Kasia Livingston - vocais de apoio - Debi Nova - vocais de apoio - Candice Nelson - vocais de apoio - Claude Kelly - vocais de apoio - Luke Boyd - vocais de apoio - Myah Marie - vocais de apoio - Fernando Garibay - vocais de apoio, sintetizador - Stefani Germanotta - vocais de apoio |

Diversos
| - Teresa LaBarbera Whites - executivo A&R - JackiDebe Murphy - direção de arte - Jeri Heiden - direção de arte - John Heiden - projeto - Nick Steinhardt - projeto | - Kate Turning - fotografia - Steven Jacobi - produção - Laura Duncan - estilista de guarda-roupa - Chris McMillan - cabelo - Pati Dubroff - maquiagem |

Equipe técnica
| - David Boyd - engenheiro - Greg Kurstin - compositor, programação, produtor, engenheiro - Shelly Peiken - compositor - Guy Sigsworth - compositor, produtor, programação de bateria - Stefani Germanotta - compositor e vocais de apoio - Ron Taylor - edição digital - Tom Coyne - masterização - Max Martin - compositor, programação, produtor - Harvey Mason Jr. - compositor, produtor - Britney Spears - compositor - Andrew Hey - engenheiro - Andrew Wyatt - engenheiro - Balewa Muhammad - compositor - Emily Wright - engenheiro, edição vocal - Wayne Hector - compositor - Andy Page - engenheiro, programação de bateria - Eric Weaver - engenheiro - Arnthor Birgisson - compositor - Dabling Harward - engenheiro - Nicole Morier - compositor, produtor vocal - Henrik Jonback - compositor, engenheiro - Teresa LaBarbera Whites - produtor executivo - Seth Waldmann - engenheiro - Larry Rudolph - produtor executivo, produtor de vídeo - Ezequiel Lewis - compositor - Lukasz "Dr. Luke" Gottwald - compositor, programação - Alexander Kronlund - compositor | - Kasia Livingston - compositor - Nathaniel "Danja" Hills - compositor - Candice Nelson - compositor - James Fauntleroy - compositor - Claude Kelly - compositor, produtor vocal - Marcella "Ms. Lago" Araica - compositor, engenheiro - Jim Beanz - engenheiro, produtor vocal - Frankie Storm - compositor - Luke Boyd - compositor - Rob Knox - compositor, produtor - Brendan Dekora - engenheiro de gravação, vocal - Savan Kotecha - compositor - Karl Schuster - compositor - Nikesha Briscoe - compositor - Pontus Winnberg - compositor - Stacy Barthe - compositor - Adrien Gough - compositor - Peter-John Kerr - compositor - Jim Carauna - compositor - Ronnie Jackson - compositor - Rafael Akinyemi - compositor - Ezequiel Lewis - compositor - James Washington - compositor - Henry Walter - compositor - Christian Karlsson - compositor - Benjamin Levin - compositor - Patrick Smith - compositor |

## Histórico de lançamento
| País                   | Data                   |
| ---------------------- | ---------------------- |
| União Europeia         | 28 de novembro de 2008 |
| Indonésia              | 28 de novembro de 2008 |
| África do Sul          | 28 de novembro de 2008 |
| Austrália              | 28 de novembro de 2008 |
| Reino Unido            | 1 de dezembro de 2008  |
| Nova Zelândia          | 1 de dezembro de 2008  |
| Hong Kong              | 1 de dezembro de 2008  |
| Estados Unidos         | 2 de dezembro de 2008  |
| México                 | 2 de dezembro de 2008  |
| Canadá                 | 2 de dezembro de 2008  |
| Malásia                | 2 de dezembro de 2008  |
| Emirados Árabes Unidos | 2 de dezembro de 2008  |
| Brasil                 | 2 de dezembro de 2008  |
| Portugal               | 2 de dezembro de 2008  |
| Israel                 | 2 de dezembro de 2008  |
| Taiwan                 | 2 de dezembro de 2008  |
| Japão                  | 3 de dezembro de 2008  |
| América Latina         | 3 de dezembro de 2008  |
| Filipinas              | 3 de dezembro de 2008  |
| Coreia do Sul          | 3 de dezembro de 2008  |
| Alemanha               | 3 de dezembro de 2008  |
| Argentina              | 4 de dezembro de 2008  |
| Chile                  | 5 de dezembro de 2008  |